# Argusnattskärra
Argusnattskärra (Eurostopodus argus) är en fågel i familjen nattskärror inom ordningen skärrfåglar.

## Utbredning och systematik
Fågeln häckar i Australien (utom östkusten) och övervintrar på Aruöarna och Små Sundaöarna. Den behandlas som monotypisk, det vill säga att den inte delas in i några underarter.

## Status
Arten har ett stort utbredningsområde och beståndet anses vara stabilt. Internationella naturvårdsunionen IUCN listar den därför som livskraftig (LC).